# São Gregório (Arraiolos)
São Gregório é uma povoação portuguesa do Município de Arraiolos que foi sede da extinta Freguesia de São Gregório, freguesia que tinha 74,27 km² de área e 341 habitantes (2011), e, por isso, uma densidade populacional de 4,6 hab/km².
A Freguesia de São Gregório foi extinta em 2013, no âmbito de uma reforma administrativa nacional, tendo sido agregada à freguesia de Santa Justa, para formar uma nova freguesia denominada União das Freguesias de São Gregório e Santa Justa da qual é sede.

## População
| População da freguesia de São Gregório | População da freguesia de São Gregório | População da freguesia de São Gregório | População da freguesia de São Gregório | População da freguesia de São Gregório | População da freguesia de São Gregório | População da freguesia de São Gregório | População da freguesia de São Gregório | População da freguesia de São Gregório | População da freguesia de São Gregório | População da freguesia de São Gregório | População da freguesia de São Gregório | População da freguesia de São Gregório | População da freguesia de São Gregório | População da freguesia de São Gregório |
| -------------------------------------- | -------------------------------------- | -------------------------------------- | -------------------------------------- | -------------------------------------- | -------------------------------------- | -------------------------------------- | -------------------------------------- | -------------------------------------- | -------------------------------------- | -------------------------------------- | -------------------------------------- | -------------------------------------- | -------------------------------------- | -------------------------------------- |
| 1864                                   | 1878                                   | 1890                                   | 1900                                   | 1911                                   | 1920                                   | 1930                                   | 1940                                   | 1950                                   | 1960                                   | 1970                                   | 1981                                   | 1991                                   | 2001                                   | 2011                                   |
| 747                                    | 879                                    | 712                                    | 672                                    | 862                                    | 889                                    | 887                                    | 1 000                                  | 941                                    | 1 013                                  | 654                                    | 630                                    | 529                                    | 396                                    | 341                                    |